# Eurydirorhachis
Eurydirorhachis är ett släkte av mångfotingar. Eurydirorhachis ingår i familjen Platyrhacidae.
Kladogram enligt Catalogue of Life:
| Eurydirorhachis | \| \| Eurydirorhachis dulitensis \| \| \| \| \| \| Eurydirorhachis picteti \| \| \| \| |
|                 | \| \| Eurydirorhachis dulitensis \| \| \| \| \| \| Eurydirorhachis picteti \| \| \| \| |
|                 | Eurydirorhachis dulitensis                                                             |
|                 |                                                                                        |
|                 | Eurydirorhachis picteti                                                                |
|                 |                                                                                        |